# تيري رايس
تيري رايس (بالإنجليزية: Terry Rice)‏ هو شخصية أعمال وسياسي أمريكي، ولد في 1954 في والدرون في الولايات المتحدة. حزبياً، نشط في الحزب الجمهوري. وقد انتخب عضو مجلس نواب أركنساس.